# Sankt Georgen im Attergau
Sankt Georgen im Attergau är en ort och kommun i Österrike. Den ligger i distriktet Vöcklabruck i förbundslandet Oberösterreich, 220 kilometer väster om huvudstaden Wien. 
Kommunen består av elva orter (Ortschaften) (inom parentes invånarantal 1 januari 2024):

- Aich (28)
- Alkersdorf (141)
- Bergham (31)
- Buch (41)
- Kogl (445)
- Königswiesen (31)
- Lohen (237)
- Lohened (188)
- St. Georgen im Attergau (3 248)
- Thalham (353)
- Thern (66)